# Каталог епископов Кульма
Каталог епископов Кульма — составленный на латинском языке перечень епископов Кульмского диоцеза с 1222 по 1538 гг. Сохранился в рукописи 1403 г., позднее в разное время пополнявшейся до XVII в.

## Издания
- Der Katalog der Bischoefe von Kulm // Scriptores rerum Prussicarum. Bd. VI. Frankfurt am Main. 1968.

## Переводы на русский язык
- Каталог епископов Кульма Архивная копия от 30 ноября 2011 на Wayback Machine в переводе И. Дьяконова на сайте Восточная литература